# سلسلة ثلاث حواديت
سلسلة ثلاث حواديت هي سلسلة كتب للناشئين تصدر بصفة غير دورية عن الهيئة المصرية العامة للكتاب في مصر. يضم كل كتاب ثلاث قصص موجهة للناشئين من سن (12-16) عام.

## البداية
بدأت الهيئة المصرية العامة للكتاب في إصدار سلسلة "ثلاث حواديت" عام 2016، وكان الهدف من إنشائها هو تقديم سلسلة كتب للناشئين من عمر 12 إلى 16 عام. ويضم كل كتاب ثلاث قصص يصاحبهم رسوم لأحد الفنانين.
ترأس تحرير السلسلة منذ إنشائها الشاعر عمرو حسني، عام 2016، وكانت الكاتبة سمر نور مدير تحريرها.

## السياسة التحريرية
استهدفت سلسلة "ثلاث حواديت" نشر قصص موجهة للناشئين بين عمر 12 و16 سنة، ويضم كل كتاب ثلاث قصص، تعتمد على الخيال، وبعيدة عن الإطار التعليمي أو التوجيهي.
كما حددت السلسلة توجهاتها في الكلمة المكتوبة على ظهر الغلاف، والتي تذكر: "سلسلة ثلاث حواديت تقدم قصصًا للناشئة تختلف عن المألوف، غير مستنسخة، لها طابعها الخاص، رغم اعتمادها على تراث الحكي المصري والعربي والعالمي. هذه القصص نتمنى أن تشير إلى طرق جديدة في الإبداع، يتمرد عليها آخرون في المستقبل، كما يتمرد أصحابها الآن. يتجدد الأدب طالما استمرت الحياة وتجددت".
الفاعليات
في فبراير 2017 أقامت الهيئة المصرية العامة للكتاب، حفل توقيع بمناسبة صدور العدد الأول من سلسلة "3 حواديت" بمقر اتحاد الناشرين المصريين في معرض القاهرة الدولي للكتاب. وضم العدد الأول ثلاث حكايات، هي "لعبة الشايب" من تأليف عبير عبد العزيز، وروسوم الفنان سمير عبد الغني، "بيضة السماء" للكاتبة صبحي شحاتة، ورسوم الفنانة سحر عبد الله، و"الفتاة التى حبست العاصفة" للكاتبة أميمة صبحي، ورسوم الفنانة رحاب محي الدين.
وفي معرض القاهرة الدولي الـ54 مطلع 2023 التقى عدد من مؤلفي السلسلة بجمهور معرض الكتاب، وهم الكاتب بيتر ماهر الصغيران، وميرفت البلتاجي ود. عبد العزيز آدم، الذين أقاموا ورشة للحكي والتفاعل مع الأطفال.

## التطور
بدأت السلسلة تجربتها عام 2016 بنشر ثلاث قصص، ليضم كل كتاب ثلاثة مؤلفين مختلفين وثلاثة رسامين، فاحتوى الكتاب الأول على قصص "لعبة الشايب"، "بيضة السماء"، "الفتاة التي حبست العاصفة"، لكل من المؤلفين: عبير عبد العزيز، صبحي شحاتة، أميمة صبحي، وكانت الرسوم للفنانين سمير عبد الغني، سحر عبد الله، رحاب محي الدين.
وواصلت سلسلة "ثلاث حواديت" إصداراتها، فأصبح كل كتاب يضم نصوص لثلاثة مؤلفين ومعهم رسام واحد.
في 2018 انضمت الكاتبة ياسمين مجدي إلى هيئة تحرير السلسلة لتصبح "مدير تحرير" لها، خلفًا للكاتبة سمر نور.
اتجهت السلسلة منذ 2019 لتنشر أيضًا كتبًا تحوي ثلاث قصص لمؤلف واحد، أولها كان عام 2019 بعنوان "أراجوز البحر" للمؤلف إبراهيم فرغلي، رسوم الفنان عمر فاروق.
ومن إصدارات سلسلة "ثلاث حواديت" المختلفة كتاب "مش صعب" للمؤلفة رانية حسين أمين، ورسوم الفنانة رشا منير، وهو كتاب يحوي ثلاث قصص بالعامية المصرية موجهة للناشئين. وهناك أيضًا كتاب "كائنات الظل الخرافية"  للمؤلف محمد عرفه، رسوم الفنانة أماني البابا، ويدور الكتاب حول كائنات أسطورية تضيء خيال المدينة.
يذكر أن سلسلة "ثلاث حواديت" قامت بمبادرة، دعت فيها المؤلفين للمشاركة بقصص لنشر كتاب عن ذوي الهمم، يضم قصصًا مميزة ومختلفة وموجهة للناشئين.
وأصدرت الكتاب بالفعل عام 2022 يضم قصصًا للمؤلفين شيماء عزت، ود.عبد العزيز آدم، و د.هشام عباس، ورسوم الفنانة إيمان عثمان، وكانت عناوين القصص "البحث عن القمر"، "أشباح كوكب بروكسيما ب"، "أرض الأحلام".
وفي عام 2023 صدرت عدة كتب عن سلسلة "ثلاث حواديت"، منها: "خيط فاصل رفيع جدًا"، وهو أول كتاب في السلسة تقوم بكتابته ورسمه فنانة تشكيلية هي د.عبير حسن، كما صدر "التاريخ لا يكرر نفسه" للمؤلف عبد الجواد الحمزاوي، ورسوم الفنانة د.أمنية عزام، وهي قصص تعيد النظر في القصص القديمة المعروفة برؤية جديدة. وجاءت مجموعة "الرجل ذو الخياشيم" للمؤلف عصام مهران والرسامة د. إيمان فكري لتحتوي على قصة بالعنوان نفسه، وهي قصة "الرجل ذو الخياشيم" التي سبق وفازت بجائزة نادي القصة في أسيوط في دورته عام 2020.
أما عام 2024، فصدرت مجموعة "حجرة الساحرات" للمؤلفة عفت بركات، ورسوم الفنانة أميرة طارق، وهي قصص "بحثت في خصوصية الأماكن، وما تتسم به مدينة مثل رأس البر من هوية خاصة، كما ضمت قصة عن فيروس كورونا". ثم صدرت المجموعة القصصية "رسائل"، للكاتبة منال عزام، والفنانة سارة سامي، وناقشت "التحديات التى يعيشها المراهقون، مثل التنمر، والاختراق الإلكترونى للحسابات الشخصية، والمؤامرات، والمنافسة بين الرفاق، في أجواء من المغامرة والحكايات المثيرة". واختُتم العام بصدور "موسيقا خفية" للكاتبة نجلاء علام والفنانة ميادة مسعد.
في 2025 صدرت المجموعة القصصية "فراشات الأميرة النائمة" للكاتبة عزة مصطفى ورسوم الفنانة منار مجدي، "تتعرض قصص المجموعة لفكرة التنمر، وما يواجهه الموهوبون لفرط حساسيتهم، من قسوة ومضايقات من الآخرين وعدم تقديرهم لمواهبهم... كما تأخذنا إلى السفر في الزمن والانتقال بين الكواكب."

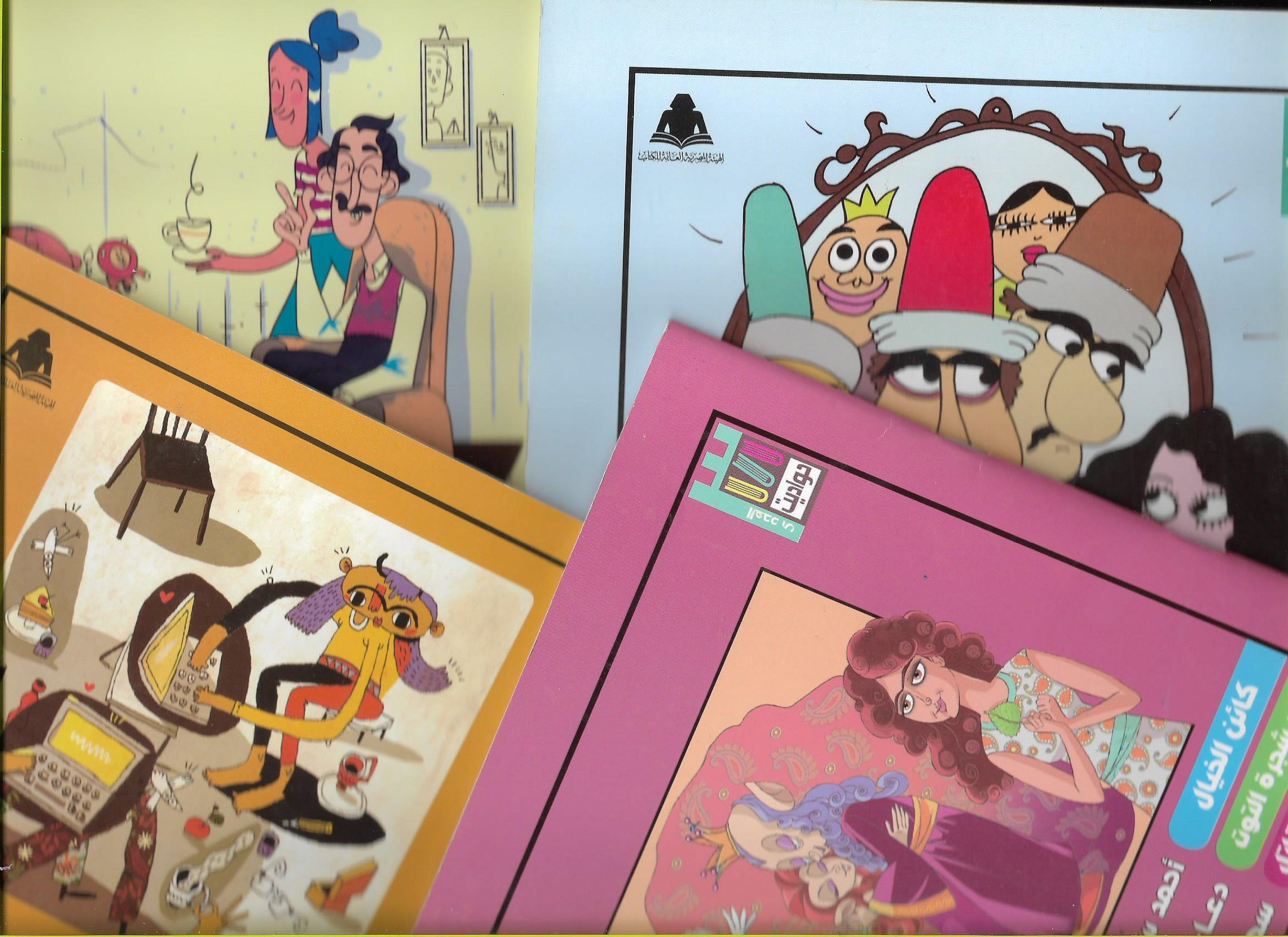
أغلفة أعداد سلسلة "ثلاث حواديت"

## قائمة إصدارات سلسلة "ثلاث حواديت"
| العدد      | اسم الكتاب                                                | اسم المؤلف                                     | اسم الرسام                                   | رقم الإيداع   | سنة النشر |
| الأول      | "لعبة الشايب"، "بيضة السماء"، "الفتاة التي حبست العاصفة"  | عبيرعبد العزيز، صبحي شحاتة، أميمة صبحي         | سمير عبد الغني، سحر عبد الله، رحاب محي الدين |               | 2016      |
| الثاني     | "نقطة ومن أول السطر"، "الحروف الحمقاء"، "ربما!"           | إيناس التركي، رضوى أسامة، سارة عابدين          | سمير عبد الغني                               | 9789779110462 | 2016      |
| الثالث     | "عصابة الصلصال"، "ورد الزمان"، "دعوني أحكي لكم قصة الأسد" | عزة سلطان، مصطفى السيد سمير، محمد عرفه عوض     | هشام رحمة                                    | 9789779112770 | 2017      |
| الرابع     | "رحلات عبر الفيس بوك، "شارع الأرز باللبن"، "صيف"          | سمر إبراهيم، أحمد الفخراني، نهى محمود          | محمد طه                                      | 9789779115962 | 2017      |
| الخامس     | "كائن الخيال"، "قلب شجرة التوت"، "الصرصور المقاتل"        | أحمد سمير سعد، دعاء فتوح، سهى زكي              | جيهان بدراوي                                 | 9789779124162 | 2019      |
| السادس     | "أراجوز البحر"                                            | إبراهيم فرغلي                                  | عمر فاروق                                    | 9789779124155 | 2019      |
| السابع     | "أحلام الأشجار"                                           | محمود فهمي                                     | أحمد الدندراوي                               | 9789779126180 | 2019      |
| الثامن     | "مش صعب"                                                  | رانية حسين أمين                                | رشا منير                                     | 9789779130729 | 2020      |
| التاسع     | "عفريت الماء"، "أذن الفأر"، "سر الحيوانات الغريبة"        | ميرفت البلتاجي، أميمة عز الدين، السيد إبراهيم  | حنان الكرارجي                                | 9789779129723 | 2020      |
| العاشر     | "خرج ولم يعد"، "البوابة الخضراء"، "أنف"                   | أحمد عبد العظيم، بيتر ماهر الصغيران، يارا كمال | مروة إبراهيم                                 | 9789779132235 | 2021      |
| الحادي عشر | "كائنات الظل الخرافية"                                    | محمد عرفه                                      | أماني البابا                                 | 9789779134772 | 2021      |
| الثاني عشر | "البحث عن القمر"، "أشباح كوكب بروكسيما ب"- "أرض الأحلام"  | شيماء عزت، د.عبد العزيز آدم، د.هشام عباس       | إيمان عثمان                                  | 9789779136561 | 2022      |
| الثالث عشر | "اللوحة الخفية"                                           | د.هشام عباس                                    | هيام صفوت                                    | 9789779137728 | 2022      |
| الرابع عشر | "خيط فاصل رفيع جدًا"                                       | د.عبير حسن                                     | د.عبير حسن                                   | 9789779140247 | 2023      |
| الخامس عشر | "التاريخ لا يكرر نفسه"                                    | عبد الجواد الحمزاوي                            | د.أمنية عزام                                 | 9789779142142 | 2023      |
| السادس عشر | "الرجل ذو الخياشيم"                                       | عصام مهران                                     | د.إيمان فكري                                 | 9789779142173 | 2023      |
| السابع عشر | "حجرة الساحرات"                                           | عفت بركات                                      | أميرة طارق                                   | 9789779143293 | 2024      |
| الثامن عشر | "رسائل"                                                   | منال عزام                                      | سارة سامي                                    | 9789779143644 | 2024      |
| التاسع عشر | "موسيقا خفية"                                             | نجلاء علام                                     | ميادة مسعد                                   | 9789779145792 | 2024      |
| العشرون    | "فراشات الأميرة النائمة"                                  | عزة مصطفى                                      | منار مجدي                                    | 9789779146089 | 2025      |

## الهيكل التحريري الحالي
رئيس مجلس الإدارة: د.أحمد بهي الدين العساسي
رئيس التحرير: عمرو حسني
مدير التحرير: ياسمين مجدي
سكرتير التحرير: محمد أبو السعود
الإشراف الفني: أحمد طه محمود
التصحيح اللغوي: سيد عبد المنعم
المتابعة: وردة عبد الحليم علي